# Manuscrit de Londres
El Manuscrit de Londres (London, British Library, Additional 29.987) és un manuscrit medieval que conté música del trecento d'Itàlia, principalment obres polifòniques i danses instrumentals, i actualment es troba a la Biblioteca Britànica. El manuscrit és molt heterogeni i reestructurat, per la qual cosa es pensa que es va formar per la reunió de diversos fascicles copiats en diverses localitats del nord i centre d'Itàlia, a partir de l'última dècada del segle xiv, i que va ser finalment unificat en un únic volum a Florència després de l'any 1400. S'han identificat un mínim d'onze copistes en l'elaboració de les diferents parts del còdex, tot i que la còpia de la música instrumental i les peces sacres que el segueixen van ser realitzades per una única mà. El manuscrit conté molts errors i signes superflus que causen la impressió de poca cura en la còpia.
Se sap que el 1420 va ser adquirit per la família Medici.

## Les obres
El còdex és una de les fonts més importants de tot el trecento italià i està dedicat principalment a la polifonia profana. Totes les peces són d'origen italià, a excepció de tres composicions franceses, encara que dues d'aquestes últimes estan compostes pels compositors italians Francesco Landini i Donato da Firenze. Altres compositors representats en el manuscrit són: Jacopo da Bologna, Bartolino da Padova, Egidius de França, Lorenzo da Firenze, Niccolò da Perugia, Vincenzo da Rimini, Bonaiuto Corsini, Donato da Firenze, Gherardello da Firenze, Jacopo Pianelaio da Firenze, Rosso de Chollegrana i Zacara da Teramo.
No obstant això, el còdex és conegut principalment per contenir 15 danses instrumentals monofòniques: 8 istanpitte (Ghaetta, Chominciamento vaig gioa, Isabella, Tre Fontane, Belicha, Parlament, In pro i Principi di virtù), 4 Saltarelli, un Trotta i altres dues peces titulades Lamento de Tristano i La Manfredina. Totes aquestes danses són d'autor desconegut, i constitueixen les úniques peces del repertori instrumental del trecento italià que han sobreviscut, a excepció d'algunes peces soltes en altres fonts.
El Lamento de Tristano i La Manfredina no són, en realitat, peces soltes, sinó dos parells de danses relacionades. La dansa inicial de cada parella està formada per tres parts (Lamento de Tristano i La Manfredina) i, després, segueix la segona sèrie de tres parts denominades La Rotta i La Rotta della Manfredina, respectivament. Per això, de vegades es denominen Lamento de Tristano - La Rotta i La Manfredina - La Rotta della Manfredina. Aquest aparellament de danses relacionades seria després molt corrent en el Renaixement.
Si bé les quinze danses italianes de la col·lecció són estructuralment similars a les danses instrumentals franceses (anomenades estampies) més antigues (les que conté el Chansonnier du Roy), hi ha, però, algunes diferències significatives, així com entre les istanpitte i Saltarelli italians entre si.
A més d'aquestes danses, el manuscrit conté altres obres instrumentals: 4 Chançonete tedesche, la peça francesa Je port amiablement, de Donato da Firenze, i la peça anònima amb la qual acaba la col·lecció.
Encara que la major part de les peces són seculars, el còdex compta també amb unes poques peces religioses, com el Credo, amb el qual comença la col·lecció, o el grup de Kyrie - Gloria - Credo que es troba en la penúltima pàgina del manuscrit.

## Discografia seleccionada
Els següents discos contenen algunes peces instrumentals anònimes procedents d'aquest manuscrit:
- Istampitta. Musiques de fête à la cour des Visconti en Italie à la fin du XIVe siècle. Alla Francesca, Pierre Hamon, Carlo Rizzo. (Opus 111, Naïve OP 30 325)
conté tres salterelli, el Lamento di Tristano i lesistampitte: Isabella, Tre Fontane, Principio di virtù e In Pro.
- Landini and Italian Ars Nova. Alla Francesca, Pierre Hamon. (Opus 111 60-9206)
conté la istampitta Belicha.
- 2005 – Tristan et Yseut. Alla Francesca, Pierre Hamon, Brigitte Lesne. (Zig-Zag Territoires ZZT 051002)
conté el Lamento de Tristano.
- Troubadours, Trouvères, Minstrels. Thomas Binkley. Studio der frühen Musik. (Teldec)
conté un salterello i lesChançonete tedesche Nos 1 i 3.
- Llibre Vermell. Robin et Marion. Thomas Binkley. Studio der Frühen Musik. (Teldec)
conté el trotto
- The Art of Courtly Love. David Munrow. Early Music Consort of London. (Virgin Veritas)
conté la istampitta Tre Fontane
- Early Music Festival. David Munrow. Early Music Consort of London. (Decca, 2 CD)
conté la istampitta Ghaetta, el Lamento de Tristano, La Manfredina, el trotto i un saltarello.
- 2003 – Lamento di Tristano. Carles Magraner. Capella de Ministrers. (CDM)
conté lesistampitte Belicha, Chominciamento di gioia, Ghaetta, In pro, Isabella i Parlamento, el Lamento de Tristano, La Manfredina i tres saltarelli.
- 2002 – Narcisso speculando. Pedro Memelsdorff. Mala Punica. (Harmonia Mundi)
conté la istampitta Isabella
- Danses, Danseryes. Christian Mendoze, Musica Antiqua. (Disques Pierre Verany)
conté el Lamento de Tristano, La Manfredina, el trotto i dos saltarelli.
- La Lira d'Esperia. Jordi Savall, Pedro Estevan.
conté la istampitta In pro, el Lamento de Tristano, La Manfredina, el trotto i dos saltarelli.
- Music for a Medieval Banquet. Mary Springfels, The Newberry Consort. (Harmonia Mundi)
conté lesistampitte Cominciamento di gioia, Principio de virtù i el trotto